# José Manuel Galdames
José Manuel Galdames Ibáñez (Baracaldo, Vizcaya, 15 de junio de 1970) es un exfutbolista español que jugaba como defensa central. Sus equipos profesionales fueron el Athletic Club de Bilbao, la SD Compostela y la SD Eibar en España, y el Toulouse Football Club en Francia.

## Trayectoria
Surgido de la cantera de Lezama, Galdames debutó en Primera División con el Athletic Club el 8 de enero de 1992 ante el Real Betis. Esa temporada y la siguiente alternó actuaciones en el primer equipo y el Bilbao Athletic. En la temporada 1992/93 tuvo ficha con el primer equipo, pero solo intervino en cuatro partidos de Liga y uno de Copa. Por ello, al año siguiente fue cedido a la SD Compostela, donde jugó 13 partidos, tras lo cual regresó a la disciplina rojiblanca. En la temporada 1995/96 es en la que más partidos disputó en el Athletic Club (17), pero al término de dicha campaña regresó al Compostela, firmando un contrato por tres temporadas y pasando a ser propiedad del equipo gallego. Ese curso intervino en 24 partidos con el "Compos".
En verano de 1997 fichó por el Toulouse FC francés. Aunque no fue titular indiscutible, allí dispuso de muchos minutos, las dos primeras en Primera División y la tercera en Segunda. El club tolosano recuperó la categoría, pero Galdames terminó contrato y no fue renovado.
Para la 2000/01 regresó al fútbol español, firmando un contrato con la SD Eibar, entonces en Segunda División. Tras jugar dos temporadas en el equipo armero, Galdames se retiró al final de la campaña 2001/02.
Durante su carrera jugó 68 partidos en la Primera División de España y 47 en Ligue 1.

## Selección nacional
Entre 1990 y 1992 jugó cuatro partidos con la selección española sub-21.

## Estadísticas
| Club            | Categoría          | País    | Año       | Partidos | Goles |
| --------------- | ------------------ | ------- | --------- | -------- | ----- |
| Bilbao Athletic | Segunda División B | España  | 1988-1989 | 1        | 0     |
| Bilbao Athletic | Segunda División   | España  | 1989-1993 | 93       | 3     |
| Athletic Club   | Primera División   | España  | 1991-1994 | 15       | 0     |
| SD Compostela   | Primera División   | España  | 1994-1995 | 13       | 0     |
| Athletic Club   | Primera División   | España  | 1995-1996 | 16       | 0     |
| SD Compostela   | Primera División   | España  | 1996-1997 | 24       | 0     |
| Toulouse FC     | Ligue 1            | Francia | 1997-1999 | 47       | 0     |
| Toulouse FC     | Ligue 2            | Francia | 1999-2000 | 16       | 0     |
| SD Eibar        | Segunda División   | España  | 2000-2002 | 50       | 0     |